# Onze Heures Onze
Onze Heures Onze est un collectif de musiciens et un label français de jazz et musiques improvisées fondé en 2010. Le collectif est membre de l'association Grands Formats.
Le collectif est fondé par Olivier Laisney, Julien Pontvianne, Alexandre Herer, alors étudiants au Conservatoire à rayonnement départemental du Val Maubuée en Seine-et-Marne. Il s'agit d'un regroupement de musiciens autour des trois fondateurs, alors membres du quintette Oxyd, et d'influences communes (Alas No Axis, Kneebody, Steve Coleman, Dave Holland...). Le but est d'aider les musiciens à former des projets artistiques autour des musiques actuelles, de la musique contemporaine, du jazz, du rock ou encore de la musique électronique.
Le collectif élargit son action à la production de concerts et de disques, en éditant tout d'abord les propres projets du collectif, notamment Oxyd, le Onze Heures Onze Orchestra, mais aussi des artistes plus établis comme Denis Guivarc'h, Octurn, Stéphane Payen, et Magic Malik.
Le collectif est traversé par des influences essentiellement modernes, venues en partie du mouvement M-Base de Steve Coleman et ses enchevêtrements polyrythmiques, et en partie une influence de la musique minimaliste et de ses répétitions, en particulier Morton Feldman. Un mélange de groove d'un côté et du silence et des notes étirées de l'autre.